# Hengevelde

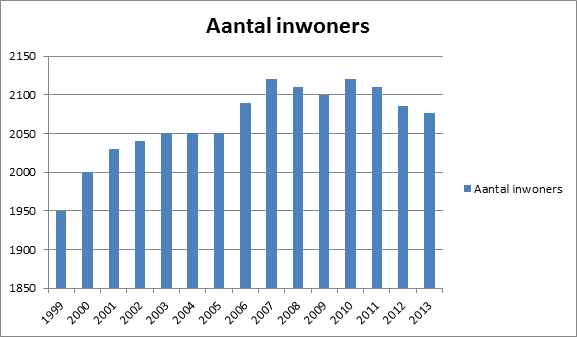
Aantal inwoners Hengevelde 1999 - 2013

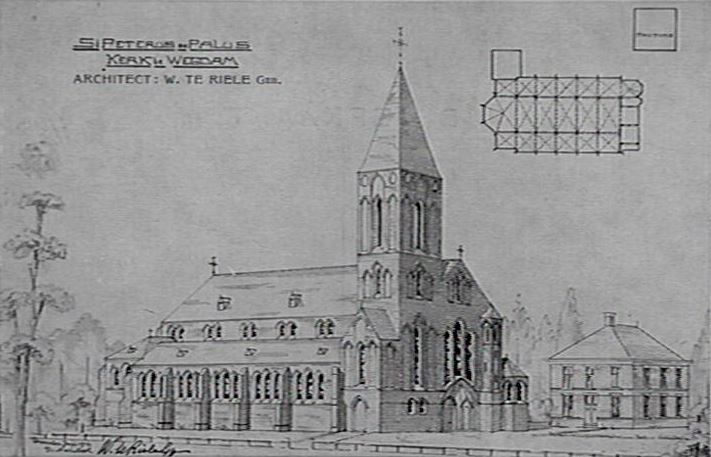
Ontwerptekening oude kerk te Wegdam door Wolter te Riele (1912)

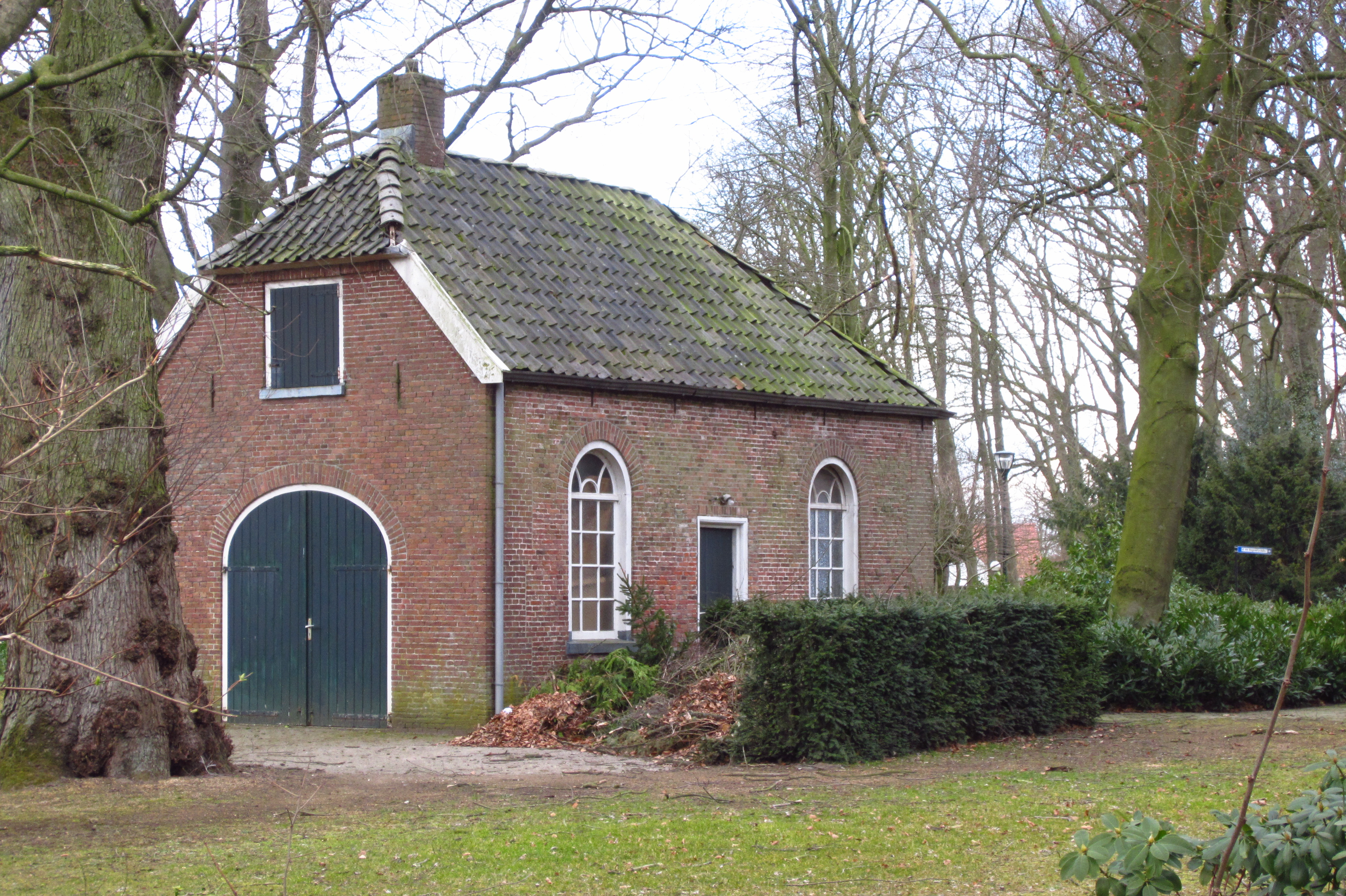
Gemeentelijk monument Goorsestraat 19

Hengevelde (Nedersaksisch: Wegdam of Hèngeveeld`) is een dorp in de Twentse gemeente Hof van Twente binnen de Nederlandse provincie Overijssel. Het dorp is gelegen aan de provinciale weg Goor - Haaksbergen. Een groot deel van de bevolking behoort tot de Rooms-Katholieke Kerk. In het dorp staat de rooms-katholieke parochiekerk gewijd aan de heiligen Petrus en Paulus. Het officiële patrocinium van Sint-Petrus is afgeleid van de oudere parochie van Goor.
In het verleden werd het dorp ook wel met de naam Wegdam aangeduid, naar een herberg gelegen aan de weg tussen Goor en Haaksbergen. De naam Wegdam wordt tegenwoordig nauwelijks nog gebruikt om het kerkdorp aan te duiden. Wel zijn de voetbalvereniging WVV'34 (Wegdamse Voetbalvereniging), handbalvereniging WHC (Wegdamse Handbal Club), Tennisvereniging WTC (Wegdamse Tennisclub), de plaatselijke nieuwssite Wegdamnieuws (Hengeveldse nieuwssite) en de plaatselijke radiozender Wegdam Weekend vernoemd naar de vroegere naam van het kerkdorp.

## Geschiedenis
Hoewel het dorp Hengevelde relatief jong is, stamt de naam als buurschap al uit de middeleeuwen. Kerkelijk viel de buurschap Hengevelde toen onder het kerspel Delden. De bewoners van de boerenerven gingen in Delden te kerke.
Door de Reformatie is er veel veranderd. De katholieken in Twente werden gedurende de 17e eeuw ernstig onderdrukt en hun werd openbare godsdienstuitoefening ontzegd. Pas tegen de 18e eeuw kregen zij iets meer vrijheden. Zo kon er omstreeks 1700 in de buurtschap Hengevelde op het adellijk goed Het Slot een kerkschuur worden ingericht.
Na de Bataafse Revolutie kon omstreeks 1802 een kerk in het midden van buurschap Hengevelde worden geplaatst, dicht bij de herberg Wegdam, in de nabije omgeving van het huidige kerkgebouw. Het dorp Hengevelde, dat rondom de kerk ontstond, noemde men aanvankelijk ook Wegdam, naar deze herberg. De herberg was op haar beurt vernoemd naar de gelijknamige havezate in Kerspel Goor. 
De parochiekerk uit 1913, ontworpen door Wolter te Riele, werd tijdens de Tweede Wereldoorlog door geallieerde bommenwerpers zwaar beschadigd. Het kerkgebouw is daarna vervangen door de huidige nieuwbouw.
Bij het ontstaan van de gemeenten in 1811 behoorde Hengevelde aanvankelijk bij de gemeente Delden. Vanaf 1818 werd de voornoemde gemeente opgesplitst in Stad Delden en Ambt Delden en Hengevelde kwam geheel in Ambt Delden te liggen. 
In 1840 had Hengevelde 64 huizen met 355 inwoners. Sinds de gemeentelijk herindeling in 2001 valt Hengevelde onder de gemeente Hof van Twente.

## Industrie en nijverheid
Het kerkdorp bezit een voor een dergelijk kleine kern opvallend groot industrieterrein waar verschillende innovatieve bedrijven gevestigd zijn. In Hengevelde is een van de grootste bruidskledingbedrijven van Nederland gevestigd. Vroeger maakte men deze bruids- en gelegenheidskleding in eigen beheer. Anno 2005 wordt, door de invloed van de lagelonenlanden op de arbeidsmarkt, in Hengevelde alleen nog maar veranderwerk gedaan.

## Evenementen
Elk jaar gedurende het tweede en derde volledige weekend van juni vinden de "Zomerfeesten Hengevelde" plaats (eerder ook wel "Höftedagen" genoemd). Dit zomerfeest trekt jaarlijks zo'n 50.000 mensen. In 2017 was het 50-jarig jubileum en dit werd gevierd met onder anderen Kensington, Tony Junior, Girls love dj's. Nieuw in 2017 is "het grootste kantinefeest van Nederland" met artiesten als Koos Alberts, John de Bever, Frans Duijts en Django Wagner. Daarnaast is in Hengevelde al jaren een autorodeo.
Sinds 2016 wordt het dancemuziekfestival Hengover Outdoor gehouden.

## Bezienswaardigheden
- De huidige r.k. Petrus en Pauluskerk dateert uit 1953.
- Oorlogsmonument uit 1985 (op de hoek Diepenheimsestraat - Goorsestraat, nabij de kerk)
- De in 2009 ontwikkelde Kuierroute Hengevelde is een cultuurhistorische wandeling van ca. 18 km en een dorpsommetje van ca. 4 km.
- De Bolscherbeek loopt vanuit Haaksbergen O en N langs Hengevelde naar het Twentekanaal. De komende jaren wordt de beek heringericht, om zowel wateroverlast als verdroging tegen te gaan. Tevens wordt de beek natuurvriendelijker ingericht.

## Bekende inwoners van Hengevelde
- Annie Schreijer-Pierik, politicus
- Klaas Annink of Huttenkloas
- Mike te Wierik, voetballer